# رها محرق
رها محرق (عربی: رها محرق؛ زادهٔ ۱۹۸۶) کوه‌نورد و کارگردان هنری اهل عربستان سعودی است. او اولین زن اهل عربستان سعودی است که کوه اورست را فتح کرده‌است.